# Julija Nikolaevna Sedova
Julija Nikolaevna Sedova (in russo Юлия Николаевна Седова?; San Pietroburgo, 1880 – Cannes, 1969) è stata una ballerina russa del Teatro Mariinskij, coreografa e insegnante di danza.

## Inizi
Si diploma alla scuola di balletto di San Pietroburgo nel 1898 con il M° Emilio Cecchetti.
Dopo il diploma viene reclutata dalla compagnia di balletto del Teatro Mariinskij, diretta da Matilda Krzesinska, ma nonostante critiche iniziali molto favorevoli la sua carriera procede all'inizio in modo insoddisfacente: a fronte della sua ottima preparazione tecnica, la sua espressività è giudicata povera e insufficiente.

Il suo primo ruolo importante è nel balletto "La Halte de Cavalerie" di Marius Petipa, dove interpreta Teresa a fianco di Michail Fokin, nel 1899. Si susseguono diversi ruoli in cui si esprime la sua tecnica brillante, il suo virtuosismo soprattutto in salti e piroette in cui sembra bloccarsi in aria, ma la sua qualità artistica rimane oggetto di critiche.

## Successo
Nel novembre 1904 Sedova debutta al Teatro Bol'šoj di Mosca nel balletto "Le petit cheval bossu", nel ruolo della figlia dello Zar, e a dicembre interpreta Odile-Odette ne Il lago dei cigni. In entrambi i casi la coreografia è di Aleksandr Alekseevič Gorskij. La critica moscovita le è molto favorevole e nel 1905, quando torna a San Pietroburgo, la sua fama è migliorata.       

Nel 1908 inizia un tour in Russia: Char'kov, Jaroslavl', Baku, Tbilisi, Rostov sul Don, Odessa. Nel 1909 è a Berlino e nel 1910 a Parigi, dove danza con Nikolaj Legat e Fëdor Lopuchov. Nel 1911 il repertorio del Teatro Mariinskij ha in lei uno dei suoi pilastri, ma lei dà le dimissioni e parte per una tournée negli Stati Uniti, insieme a una troupe in cui ha come partner Mikhail Mordkin. Il calendario della tournée è serrato, con spettacoli in 52 città e un repertorio che include Il lago dei cigni, Coppélia e Giselle. Il pubblico americano accoglie la troupe russa con meraviglia e entusiasmo, ma al ritorno a San Pietroburgo il Teatro Mariinskij non le offre condizioni accettabili, e di conseguenza Julija Sedova riparte per una tournée in Europa da cui rientra nel 1914. Nel 1916, a 36 anni, si ritira dalle scene.

## Esule in Francia
Nel 1918 fugge la rivoluzione e si stabilisce in Francia, in Costa Azzurra, dove lavora come coreografa ai Ballets Russes. Partecipa a diversi progetti a Parigi, in Italia e in Sudamerica. A Cannes e a Nizza apre una scuola di balletto dove insegna fino alla sua morte. Avrà come allievi, tra gli altri, George Skibin, Sergej Trailin, Marika Bezobrazova.
Muore nel 1969 all'età di 89 anni.